# Sven-Olof Hamlet
Sven-Olof Harald Hamlet, född 16 december 1922 i Oscar Fredriks församling i Göteborg, död 8 oktober 2002 i Skepplanda, var en svensk teckningslärare, målare, tecknare och grafiker
Hamlet studerade vid Valands målarskola 1961–1964 och under studieresor till Frankrike, Spanien och England. Han debuterade på Lorensbergs konstsalong och har sedan medverkat i ett 50-tal separatutställningar samt många samlingsutställningar. Bland hans offentliga arbeten märks ett antal utsmyckningar för skolor och institutioner i Västsverige. Han tilldelades Göteborgs stads kulturstipendium 1968, Älvsborgs landstings stipendium 1972, samt Statens stora arbetsstipendium 1973 och 1974. Hans konst består av teckningar som är lyriskt allvarsamma och målningar med en intensiv kolorit. Vid sidan av sitt eget skapande var han verksam som lärare i måleri och grafik. Hamlet är representerad vid Moderna Museet, Göteborgs stads konstnämnd, Sveriges allmänna konstförening och Konstfrämjandet.